# Mile End Kicks
Mile End Kicks är en kanadensisk romantisk komedifilm, som har en planerad premiär i september 2025 på Toronto International Film Festival. Filmen är regisserad av Chandler Levack som själv skrivit filmens manus. Filmen är delvis baserad på Levacks liv innan hon blev en musikkritiker och filmskapare.

## Handling
Filmen handlar om en 24-årig musikkritiker som inleder en romantisk relation med medlemmar i ett indieband.

## Rollista (i urval)
- Barbie Ferreira - Grace Pine
- Jay Baruchel
- Devon Bostick
- Juliette Gariépy
- Stanley Simons
- Robert Naylor
- Emily Lê